# 유리 2세

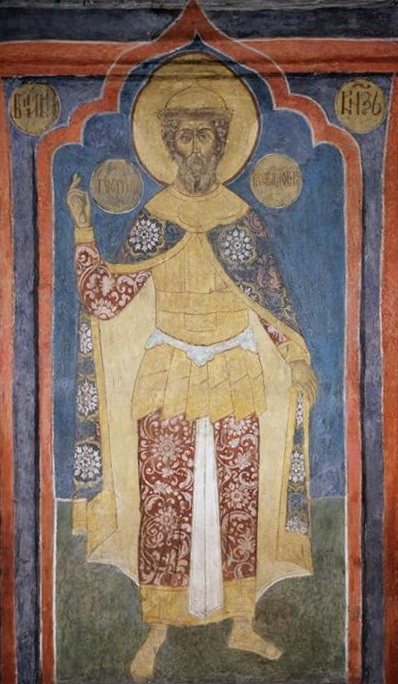

유리 2세(러시아어: Юрий Всеволодович 유리 프세볼로도비치[*], 1188년 ~ 1238년)는 블라디미르 대공국의 대공(재위: 1212년 ~ 1216년, 1218년 ~ 1238년)이다. 류리크 왕조 출신이다.

## 생애
프세볼로트 3세 대공과 그의 아내인 마리아 시바르노브나의 셋째 아들로 태어났다. 1208년에는 자신의 형인 콘스탄틴 프세볼로도비치와 함께 랴잔 공국을 공격했다.
프세볼로트 3세는 유리에게 로스토프 공작위를, 콘스탄틴에게 블라디미르 공작위를 물려주려는 계획을 세웠지만 콘스탄틴은 자신이 로스토프 공작, 블라디미르 공작이 되기를 원했다. 프세볼로트 3세는 유리에게 블라디미르 공작위를 넘겨줬지만 콘스탄틴과 유리는 블라디미르 공작위를 놓고 분쟁을 빚게 된다.
1212년부터 1216년까지, 1218년부터 1238년까지 블라디미르 대공국의 대공을 역임했다. 1238년 3월 4일 시트강 전투에서 몽골 제국군의 공격을 받고 전사했다.